# Build-operate-transfer
Pour les articles homonymes, voir Boot (homonymie).
Build-operate-transfer (BOT) ou build-own-operate-transfer (BOOT) est une méthode de livraison de projet, généralement pour les projets d'infrastructure à grande échelle, dans laquelle une entité privée reçoit une concession du secteur public (ou du secteur privé en de rares occasions) pour financer, concevoir, construire, posséder et exploiter une installation mentionnée dans le contrat de concession. Cela permet au promoteur du projet de récupérer ses dépenses d'investissement, d'exploitation et d'entretien dans le projet.
Le BOT est généralement un modèle utilisé dans les partenariats public-privé. En raison de la nature à long terme de l'accord, les redevances sont généralement augmentées pendant la période de concession. Le taux d'augmentation est souvent lié à une combinaison de variables internes et externes, permettant au promoteur d'atteindre un taux de rendement interne satisfaisant pour son investissement.
Parmi les États utilisant le BOT figurent le Pakistan, Thaïlande, la Turquie, Taiwan, Bahreïn, l'Arabie saoudite, Israël, l'Inde, l'Iran, la Croatie, le Japon, la Chine, le Vietnam, la Malaisie, les Philippines, l'Égypte, le Myanmar et quelques États des États-Unis (Californie, Floride, Indiana, Texas et Virginie). Cependant, dans certains pays, tels que le Canada, l'Australie, la Nouvelle-Zélande et le Népal le terme utilisé est le transfert de construction propre à l'exploitation (BOOT). Le premier BOT a été imaginé et conçu pour le China Hotel, construit en 1979 par le conglomérat hongkongais Hopewell Holdings Ltd (contrôlé par Sir Gordon Wu).

## Voir également
- Privatisation
- Financement de projet